# Impasse mexicano

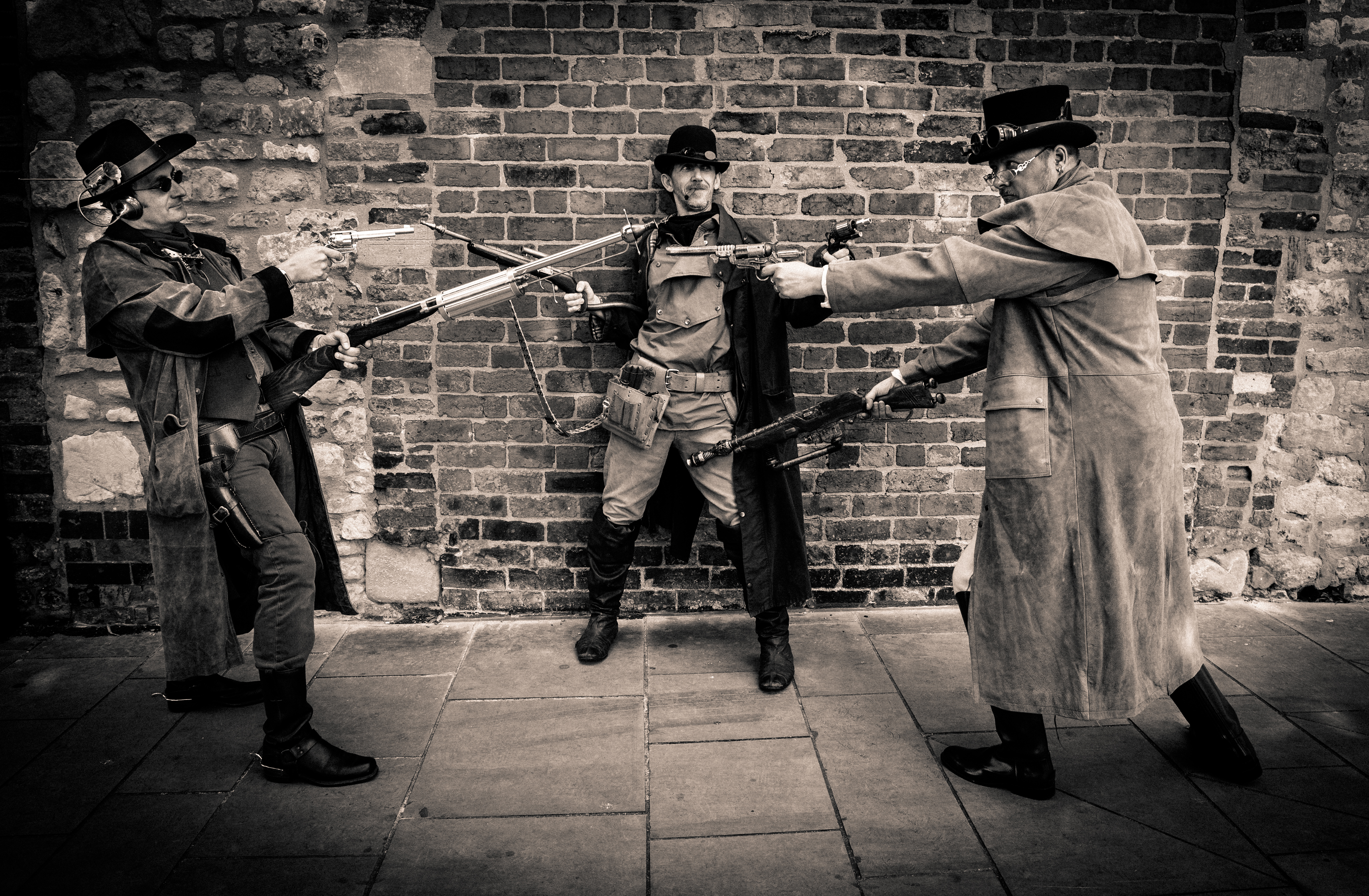
Uma recriação de um 'impasse mexicano'.

Um impasse mexicano é um confronto em que não existe estratégia que permita que uma das partes envolvidas obtenha a vitória. A tática para tal tipo de confronto difere substancialmente da de um duelo, onde quem atira primeiro tem a vantagem. Em um confronto entre três participantes mutuamente hostis, o primeiro a atirar é o que estará em desvantagem tática em relação ao oponente que não foi alvejado (o que foi alvejado por ele estará certamente fora da disputa). No impasse mexicano, se o oponente A atira em B, este estará ocupado de tal forma, ferido ou mesmo morto, que basta C atirar em A para vencer o conflito. Uma vez que o segundo oponente a atirar é quem tem a grande vantagem tática, ninguém quer ser o primeiro. Dificilmente há possibilidade dos três participantes terem chance de atirar, em um conflito como este, só mesmo ocorrendo quando o primeiro atirador erra o alvo.
Atualmente, é muito visto como um clichê cinematográfico no qual pelo menos três personagens apontam armas uns para os outros, de modo que todos também sejam alvos.